# 1832 no Brasil
Esta é uma cronologia dos fatos acontecimentos de ano 1832 no Brasil.

## Incumbente
- Imperador – D. Pedro II (9 de abril de 1831-15 de novembro de 1889)

## Eventos
- 2 de janeiro - Joaquim Pinto Madeira inicia no Ceará um movimento para restaurar o imperador Pedro I ao poder, movimento conhecido como Insurreição do Crato.
- 14 de abril - É iniciado em Pernambuco, a Abrilada, movimento que tinha como objetivo inicial a recondução de D. Pedro I ao trono do Brasil, por parte do movimento restaurador.[1]
- 1 de julho: D. Pedro II assina um Decreto Lei da Regência do Império desmembrando Vila Santa Isabel do território de Mogi das Cruzes, criando o município de Santa Isabel.
- 14 de julho: Oliveira é elevado à condição de freguesia.

## Mortes
- 26 de outubro - Antônio Timóteo de Andrade, líder da Abrilada.